# Blossom Dearie
Margrethe Blossom Dearie (* 28. April 1924 in East Durham, New York; † 7. Februar 2009 in Greenwich Village, New York City) war eine US-amerikanische Jazzsängerin und -pianistin.

## Leben und Wirken
Blossom Dearie kam 1924 als einziges Kind von Henry Aloysius Dearie (1887–1965) und dessen in Christiania (Norwegen) geborener Frau Margrethe, geb. Torgerson (1884–1973) zur Welt. Aus der ersten Ehe ihrer Mutter hatte sie drei ältere Halbbrüder. Als Kind lernte sie zunächst das klassische Klavierspiel und wandte sich erst als Jugendliche dem Jazz zu. Nach Abschluss der Highschool zog Dearie nach New York City, wo sie ihre musikalische Heimat fand und das trotz mehrerer Aufenthalte im Ausland ihre bevorzugte Stadt blieb.
In den 1940er-Jahren sang sie dort zunächst in mehreren Jazz-Bands (zum Beispiel den Blue Flames und den Blue Reys), bevor sie ihre Solo-Karriere begann. 1952 zog sie nach Paris und gründete dort die Band Blue Stars, mit denen sie Titel in englischer und französischer Sprache aufnahm und aus denen später die Swingle Singers entstanden. 1954 gelang ihr mit einer französischen Interpretation des Titels Lullaby of Birdland in Frankreich ein Hit. Im Jahr 1956 kehrte sie in die USA zurück und erhielt einen Plattenvertrag bei Verve Records. Unter anderen nahm sie ein Album mit Songs von Betty Comden und Adolph Green auf.
In den 50er- und 60er-Jahren entstanden zahlreiche Jazz-Alben, zum Teil zusammen mit ihrem Mann, dem Flötisten und Tenoristen Bobby Jaspar (1963 verstorben). Typisch für ihre Musik war ihre hohe, mädchenhafte Stimme, ein Stil, den sie konsequent pflegte. 1964 nahm sie ihr wohl bekanntestes Album May I come in auf. Neben ihren Studio-Produktionen trat sie regelmäßig in New Yorker Nachtclubs auf. 1966 folgten Auftritte im Londoner Club von Ronnie Scott und im Fernsehen.
In den 1970er-Jahren ließ Blossom Dearies Popularität nach. Um dem entgegenzusteuern, gründete sie 1974 ihr Musiklabel Daffodil, auf dem sie bis in die 1980er-Jahre weiter Alben produzierte und Compilations auflegte. Zusätzlich trat sie weiterhin in Varietés in New York auf, seit 2003 beispielsweise regelmäßig in Danny’s Skylight Room, bis dieser 2006 seine Pforten schloss.
Das Magazin Rolling Stone wählte ihr Album Once Upon a Summer-Time … aus dem Jahr 1959 in seiner Liste Die 100 besten Jazz-Alben auf Platz 64.

## Diskographische Hinweise
- Blossom Dearie Sings
- From the Meticulous to the Sublime
- My New Celebrity Is You
- Winchester in Apple Blossom Time
- Needlepoint Magic
- Simply Vol. 6
- Positively Vol. 7
- Et tu Bruce
- Chez Wahlberg
- May I Come in?
- Songs of Chelsea
- Tweedledum & Tweedledee
- Christmas Spice so Very Nice
- Our Favorite Songs
- Blossom’s Planet
- Sweet Blossom Dearie
- That’s Just The Way I Want to Be
- Blossom Time at Ronnie Scott’s (mit Jeff Clyne und John Butts)
- Soon It’s Gonna Rain

6-CD-Kompilation
- Discover Who I Am – The Fontana Years London 1966-70 (Universal 2023)